# Planlægning
Planlægning er de indledende, tankemæssige og logistiske aktiviteter inden selve udførelsen. Planlægning kan være lineær, sådan at den er fuldstændigt afsluttet, før iværksættelsen begynder, – eller den kan være dynamisk, sådan at den fortsætter også under hele iværksættelsen bl.a. på grundlag af konstant feedback fra processen.
Den første model kan slå over i stivhed og rethaveri, mens den sidste trues af usikkerhed og vankelmod.

## Planlægningsaktiviter
- Budgettering
- Projektplanlægning
- Tidsplanlægning
- Udarbejdelse af prototype
- Fremskaffelse af ressourcer
- Fastlæggelse af tidsfrister
- Brainstormning
- Mindmapping
- Skitsering